# Барздуки
Барздуки (в литовской мифологии) — маленькие человечки, живущие внутри земли и держащие под деревьями (обычно под бузиной) хлеб и пиво. Похожи на гномов.
В прусской мифологии Барстуки или Парстуки — маленькие гении бога земли Пушайтиса. Пруссы устраивали барстукам два раза в год ночной пир: вносили вечером столы на гумно, ставили блюда с мучными и мясными кушаньями и запирали гумно. На другой день они смотрели, какого яства поели барстуки, и делали выводы относительно урожая хлеба и размножения скота.